# Livro de Miqueias

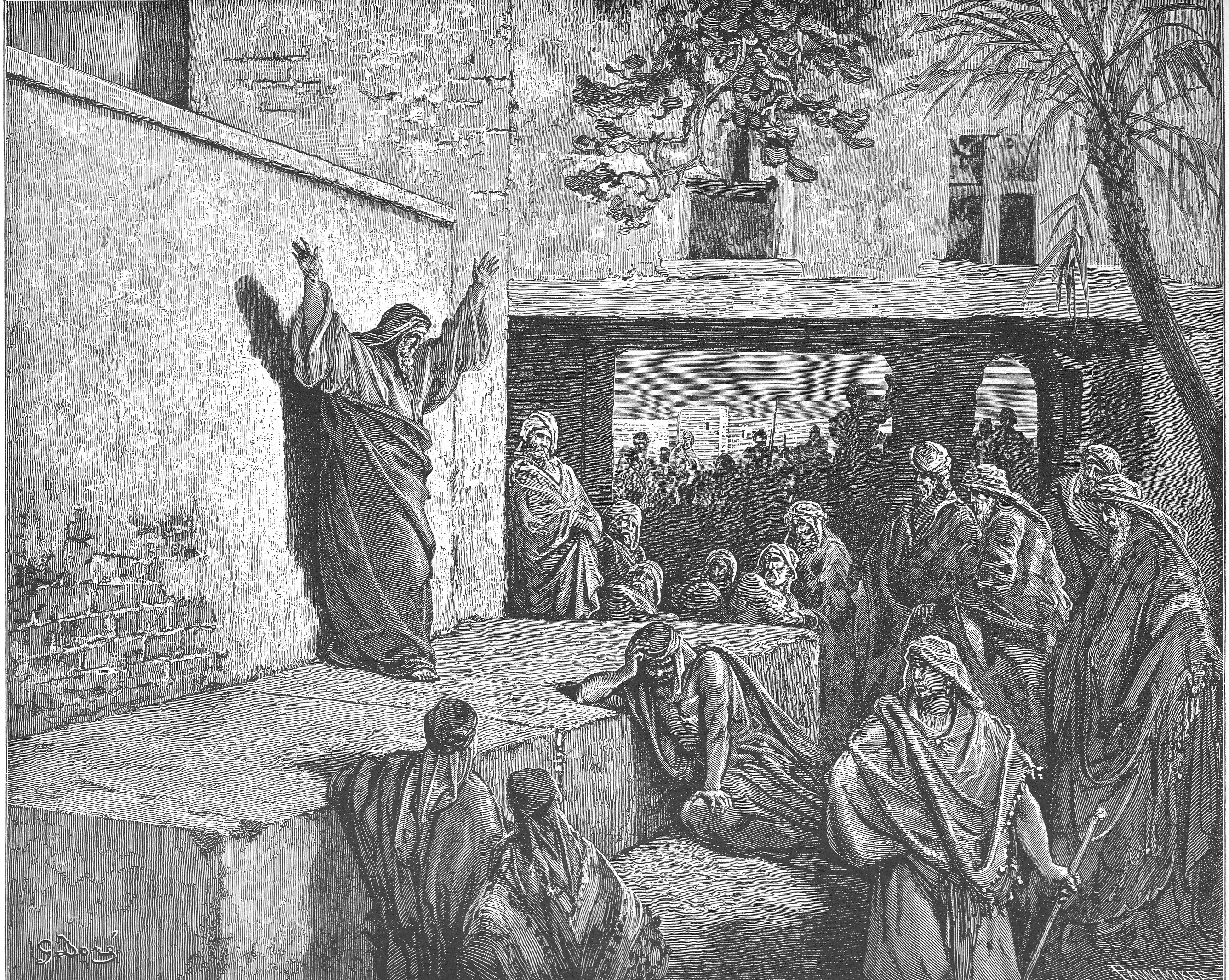
Miqueias exorta os israelitas a se arrependerem dos seus pecados (Miqueias 7:1-20). Ilustração de Gustave Doré, 1866.

O Livro de Miqueias é o sexto livro dos doze profetas menores da Bíblia hebraica e cristã, vem depois do Livro de Jonas e antes do Livro de Naum. Este pequeno livro profético do Antigo Testamento se caracteriza pela condenação dos ricos por explorarem os pobres. Denuncia os governantes, chefes e ricos das cidades de Jerusalém e Samaria. Estes estavam roubando o povo através da língua enganosa, com armadilhas, exigiam presentes e subornos. Miqueias também denunciou a cobiça, os ganhos imorais, a maldade planejada, a balança desonesta e o crime organizado. O conteúdo deste livro tem quase 2700 anos.
Miqueias nasceu em Morasti (Moréshet), uma vila no interior do reino de Judá, a oeste de Hebrom. Por sua origem camponesa se assemelha à Amós, com quem compartilha uma aversão às grandes cidades e uma linguagem concreta e franca, nas comparações breves e nos jogos de palavras. Ele exerceu sua atividade entre os reinados de Jotão (Iotâm), Acaz, Ezequias e Manassés, isto é entre 750 e 680 AC, antes e depois da tomada de Samaria pelos assírios em 721 AC, tendo sido contemporâneo de Oseias e de Isaías.

## Autoria
Miqueias profetizou durante os dias do Rei Ezequias de Judá. O versículo de Jeremias 26:18 contém praticamente tudo o que sabemos do próprio profeta. Alguns estudiosos discutem sobre a autoria do livro ser do próprio Miqueias. Tradicionalmente se aceita que os capítulos 1-3 são de fato de Miqueias (excluindo 2:12-13). Os trechos restantes são vistos por algumas como redações.
No entanto, alguns estudiosos do Antigo Testamento, por exemplo, o Bruce Waltke defende ser Miqueias o autor de todo o livro.

## Data
Miqueias era ativo em Judá, desde antes da queda de Samaria (1:2-7), em 722 a.C., viveu sob o rei Acaz (735-715 a.C.) e do rei Ezequias (715-687 a.C.), e (aparentemente) experimentou a devastação causada pela invasão de Senacherib em Judá (701 a.C.). O título do livro (1:1) também adiciona o nome do rei Jotão (742-735 a.C.). Isto faria Miqueias ativo de 742 a.C a 701 a.C.. A mensagem de Miqueias 1:2-9 foi dada antes da destruição de Samaria em 721 a.C.. O apelo de Jeremias a adeptos da profecia de Miqueias confirma sua ligação com Ezequias: "Levantaram-se alguns dos anciãos da terra, e falaram a toda a assembléia do povo:
Miqueias, o morastita, profetizou nos dias de Ezequias, rei de Judá; e falou a todo o povo de Judá: Assim diz Jeová dos exércitos: Sião será lavrada como um campo, e Jerusalém se tornará em montões, e o monte da casa em altos cobertos de bosque.
" (Jeremias 26: 17-18).

## Ambiente

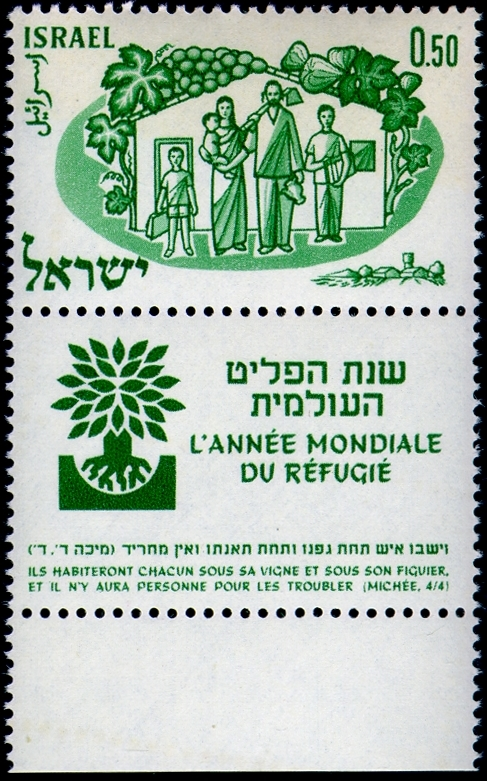
Selo postal israelense dedicado ao Ano Mundial dos Refugiados, com uma citação de Miqueias 4:4. “Eles habitarão cada um debaixo da sua videira e debaixo da sua figueira, e não haverá ninguém que os espante”. 7 de abril de 1960, idiomas hebraico e francês.

Durante os reinados de Uzias, rei de Judá, e Jeroboão II, rei de Israel, um período de relativa paz e prosperidade começou a minguar. Isso foi em parte devido ao aumento da nação Assíria que após um período de quiescência, tornou-se uma potente força política no Médio Oriente. Com a ascensão da Assíria, veio um aumento da pressão militar sobre os reinos de Judá e de Israel.
Ao mesmo tempo em que o comércio era crescente, grandes proprietários estavam cobiçando e se apoderando dos terrenos e casas de famílias mais pobres. Miqueias refutou essas práticas que violaram os direitos dos pequenos agricultores e resultaram em ganhos econômicos para os grandes proprietários.
Miqueias, e os outros profetas menores, também se manifestaram contra a falta de obediência da aliança. Muitos aspectos da aliança haviam sido abandonados em favor do culto a Baal e de outras práticas pagãs. A esta luz, Samaria, um dos líderes desta apostasia, está condenada à destruição.
O período da atividade de Miqueias também se sobrepõe a de Isaías, é possível que os dois fossem contemporâneos, muitas vezes confundidos um com o outro. Jeremias 26:18-20 fala do efeito de Miqueias sobre o rei, e que ele e o rei não foram capazes de atender, mas que a mensagem de Miqueias foi capaz de trazer o rei para o arrependimento. No entanto, alguns estudiosos consideram que pode ser mais provável que Isaías tenha causado o arrependimento do rei, pois ele tinha acesso ao rei, era muito mais provável de influenciar as decisões do rei.

## Conteúdo
Mesmo sendo o livro de Miqueias relativamente curto, contém uma ampla variedade de conteúdo. A macro-estrutura do livro é composta por três partes:
I . A previsão do Juízo - 1.1-3.12
II. A previsão da Restauração - 4.1-5.15
III. O apelo ao Arrependimento - 6.1-7.20
Miqueias também é conhecido como o defensor dos oprimidos. Ele condena os ricos latifundiários por tirarem a terra dos pobres (2.2). Também ataca os comerciantes desonestos por usarem balanças fraudulentas, subornarem os juízes e cobrarem juros extorsivos. Até mesmo os sacerdotes e profetas tinham-se deixado levar pela onda de ganância e desonestidade que varria o país. Miqueias fala de forma extremamente dura com aquele povo, que está mais preocupado em seguir rituais do que em viver retamente: "Ele te declarou, ó homem, o que é bom e que é que o Senhor pede de ti: que pratiques a justiça, e ames a misericórdia, e andes humildemente com o teu Deus" (6.8). Esta é uma das passagens mais importantes do Antigo Testamento, pois expressa o princípio imutável de que a autêntica adoração consiste em fazer a vontade de Deus e tratar os outros com justiça.
Miqueias denuncia uma situação mais perversa do que a própria guerra em andamento: a cobiça e injustiças sociais, onde ele vê a causa principal da ira de Deus (2:8). Após descrever os estragos da guerra (1:8-16), o profeta nos conduz à capital, onde ele se defronta com os ricos e com os dirigentes políticos e religiosos. Vindo da roça, Miqueias acusa-os de roubar casas e campos para se tornarem latifundiários (2:1-2) e os condena por mandar matar até mulheres e crianças para se apoderarem das terras (2:9). Com o poder nas mãos, eles dançam ao ritmo do dinheiro, falseando o peso das mercadorias (6:10-12). Miqueias mostra que a riqueza deles se baseia na miséria de muitos e tem como alicerce a carne e o sangue do povo (7:1-4). Eles, porém, insistem, com a Bíblia na mão, em provar que são justos (2:6-7) e que Deus está com eles (3:11); procuram combinar religião com opressão aos fracos
Miqueias denuncia tal perversão, uma situação na qual os cultos são celebrados com fausto, mas não implicam conversão do coração, como atitude idolátrica (1:5); por isso, é taxativo: eles, juntamente com a luxuosa capital e o próprio Templo, serão destruídos (3:9-12).
No livro de Miqueias existem também promessas e esperanças. Entre elas se destaca o anúncio do surgimento do Messias na pequena cidade de Belém (5:1-3). A precisão deste versículo messiânico é impressionante, pois fornece o nome da cidade onde o Messias iria nascer, cerca de 700 anos antes. O Novo Testamento retomará essa profecia e o atribuirá ao nascimento de Jesus (cf. Mt 2:6).

## Principais denúncias
1:7 - Todos os seus ganhos imorais serão consumidos pelo fogo;
2:1 - Aí daqueles que planejam maldade, dos que tramam o mal em suas camas e no alvorecer o executam.
2:2 - Cobiçam terrenos e se apoderam deles; cobiçam casas e as tomam. Fazem violência ao homem e à sua família; a ele e aos seus herdeiros.
2:8 - Mas ultimamente como inimigos vocês atacam o meu povo. Além da túnica, arrancam a capa deles.
3:1 - Ouçam, vocês que são chefes e governantes da nação. Vocês deveriam conhecer a justiça. Mas odeiam o bem e amam o mal; arrancam a pele do meu povo e a carne dos seus ossos.
6:9-13 - A voz do Senhor está clamando à cidade; é sensato temer o seu nome. Ouçam: Não há na casa do ímpio, o tesouro da impiedade e a medida falsificada, que é maldita? Poderia alguém ser puro com balanças desonestas e pesos falsos? Os ricos que vivem entre vocês são violentos; o seu povo é mentiroso e as suas línguas falam enganosamente. Por isso, eu mesmo os farei sofrer, e os arruinarei por causa dos seus pecados.
7:2 - Os piedosos desapareceram do país; não há um justo sequer. Todos estão à espreita para derramar sangue; cada um caça seu irmão com uma armadilha. 7:3 - Com as mãos prontas para fazer o mal o governante exige presentes, o juiz aceita suborno, os poderosos impõem o que querem; todos tramam em conjunto.